# Gerard Zdziarski
Gerard Zdziarski (ur. 7 kwietnia 1970 w Warszawie) – polski kick-bokser, trener i działacz polskiego związku kick-boxingu.

## Życiorys
Od stycznia 1999 pracownik Biura Ochrony Rządu (BOR). Od września 2003 rozpoczął prowadzenie zajęć z kickboxingu i samoobrony w szkole im. św. Wincentego Pallottiego w Ożarowie Mazowieckim. W 2005 otworzył Ożarowską Szkołę Kick-Boxingu. W 2009 zagrał boksera Jerzego Barskiego w 9 odcinku serialu Naznaczony. Jest wiceprezesem Polskiego Związku Kickboxingu.

## Kariera sportowa
Karierę sportową rozpoczął w 1988 w formule full contact. Jako amator stoczył 164 pojedynki, z których 7 zakończyło się porażką. Walczył do 2003, choć oficjalnie karierę zakończył w 2014.

## Sukcesy
Kick-boxing:
- Zwycięzca Igrzysk Panamerykańskich w Brazylii (1994)
- Mistrzostwo świata WAKO (1997),
- Zawodowe mistrzostwo Europy kat. 75 kg 7r KO, Nalczik Rosja (1997)
- Zawodowy Mistrz Europy WAKO Pro kat. 78 kg Tunezja (grudzień 1997)
- Mistrz Polski seniorów – złoty medal w kat. 75 kg Elbląg (1998)
- Drugi wicemistrz Europy amatorów w Leverkusen (1998)
- Pierwszy Międzynarodowy Mistrz Polski (2003)

## Odznaczenia, nagrody i wyróżnienia
- 2005 – Brązowy Medal „Za zasługi dla obronności kraju”[2]
- 2012 – Gwiazda Iraku[2]
- 2015 – Złoty medal „Za zasługi dla polskiego kickboxingu”[5]
- 2024 - honorowa nagroda "Felicja" Miasta i Gminy Ożarów Mazowiecki[6]